# Gonwatla, Lingsugur
Gonwatla là một làng thuộc tehsil Lingsugur, huyện Raichur, bang Karnataka, Ấn Độ.